# Gansoyen

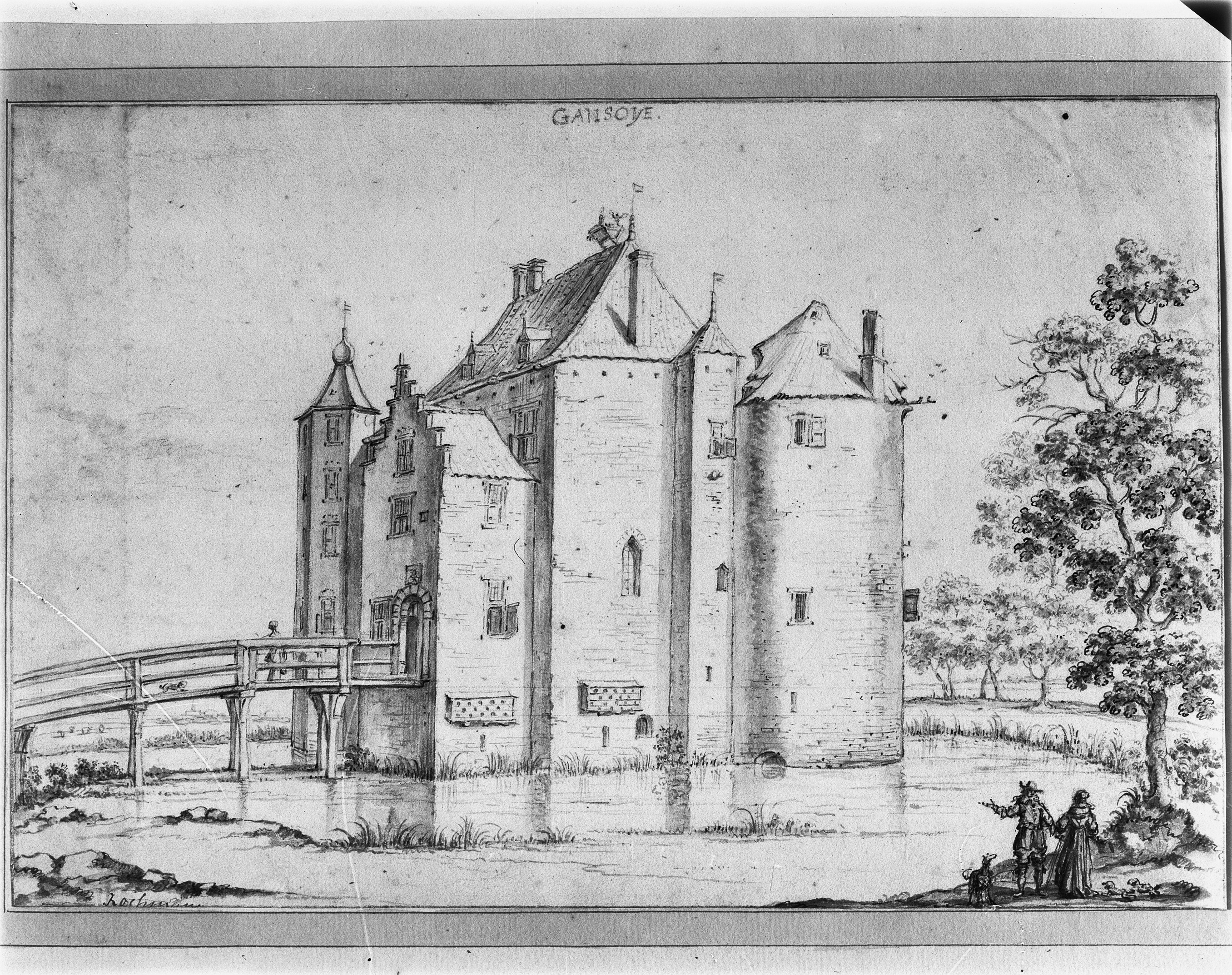
Kasteel Gansoyen in 1738.

Gansoyen (ook: Gansooien of Gansoijen) was een dorp nabij Drongelen en ook een slotje van de heren van Drongelen.
Het dorp verdween bij de aanleg van de Bergsche Maas in 1894.
Het slotje was gelegen aan de Oude Maas die niet verward moet worden met de rivier van dezelfde naam in Zuid-Holland. Philips van Leefdael schreef hieromtrent in 1645: alwaer is een welgelegen vast edelmanshuys op d'Oude Mase. Dit slotje is verdwenen.
De naam Gansoyen leeft voort in een straat te Drongelen, in een boerderij te Eethen en in de toponiemen: Gansooiense Binnenpolder en Gansooiense Uiterwaard, op respectievelijk de rechteroever en de linkeroever van de Bergsche Maas.
Verder is er het gemaal Gansoyen van het Waterschap Aa en Maas.

## Heren van Gansoyen
- Jan van Weerdenberg - 29/09/1473
- Jan Jansz. van Weerdenborg - 12/10/1519<
- Jan van Weerdenborg - 20/08/1558
- Rolof van Werdenborg - 29/08/1583